# R'lyeh
R'Lyeh (udt. Re'Layæ) er en fiktiv forsvunden by skabt af science fiction/horror-forfatteren H.P. Lovecraft og er blandt andet nævnt i hans historie The Call of Cthulhu fra 1926, udgivet i samlingen Weird Tales fra 1928.
Byen forsvandt før mennesket kom til verden; dens indbyggere var væsener fra rummet.
| Mytologi | Spire Denne artikel om mytologi er en spire som bør udbygges. Du er velkommen til at hjælpe Wikipedia ved at udvide den. |

47°09′S 126°43′V / 47.15°S 126.72°V